# Viey
Viey är en kommun i departementet Hautes-Pyrénées i regionen Occitanien i sydvästra Frankrike. Kommunen ligger i kantonen Luz-Saint-Sauveur som tillhör arrondissementet Argelès-Gazost. År 2022 hade Viey 19 invånare.

## Befolkningsutveckling
Antalet invånare i kommunen Viey
| Referens: INSEE |